# Ioan Fleșeriu
Ioan Fleșeriu a fost un deputat în Marea Adunare Națională de la Alba Iulia, organismul legislativ reprezentativ al „tuturor românilor din Transilvania, Banat și Țara Ungurească”, cel care a adoptat hotărârea privind Unirea Transilvaniei cu România, la 1 decembrie 1918.:p. 77

## Biografie
Ioan Fleșeriu a urmat studiile la Școala normală greco-catolică din Blaj, ocupând funcția de învățător în Sângeorgiu de Mureș, Târgu Mureș, Bolintineni, Voiniceni și, nu în cele din urmă, este învățător și la Sântana de Mureș. Devine membru al Despărțământului Târgu-Mureș al Astrei, iar după 1918, va fi director de birou la subprefectura județului Mureș.

## Activitatea politică
A fost ales ca delegat al Reuniunii învățătorilor greco-catolici din protopopiatul Mureșului, la Marea Adunare Națională de la Alba Iulia de la 1 decembrie 1918.:p.254